# Crüger (Mondkrater)
Crüger ist ein Einschlagkrater am westlichen Rand der Mondvorderseite, westlich des Oceanus Procellarum, südlich des Kraters Grimaldi und nordöstlich von Darwin.
Der Krater ist sehr flach und das Kraterinnere eben.
| Buchstabe | Position           | Durchmesser | Link |
| --------- | ------------------ | ----------- | ---- |
| A         | 16,04° S, 62,8° W  | 25 km       |      |
| B         | 17,21° S, 71,76° W | 13 km       |      |
| C         | 16,87° S, 62,01° W | 12 km       |      |
| D         | 15,35° S, 64,64° W | 13 km       |      |
| E         | 17,54° S, 65,32° W | 15 km       |      |
| F         | 14,2° S, 64,46° W  | 8 km        |      |
| G         | 17,92° S, 68,06° W | 8 km        |      |
| H         | 18,04° S, 65,33° W | 7 km        |      |

Der Krater wurde 1935 von der IAU nach dem deutschen Mathematiker Peter Crüger offiziell benannt.